# Касас-де-Дон-Педро
Касас-де-Дон-Педро (ісп. Casas de Don Pedro) — муніципалітет в Іспанії, у складі автономної спільноти Естремадура, у провінції Бадахос. Населення — 1674 особи (2010).
Муніципалітет розташований на відстані близько 250 км на південний захід від Мадрида, 130 км на схід від Бадахоса.

## Демографія
Динаміка населення (INE ):